# Земляний Володимир Михайлович
Володимир Михайлович Земляний (народився 4 грудня 1963, с. Жовтневе Петриківського району Дніпропетровської області —  23 листопада 2020) — український поет, журналіст, публіцист, член НСПУ (2004).

## Життєпис
Закінчив факультет журналістики Київського університету (1986).
Працював у редакції газет Дніпропетровська, від 1999 — директор приватної телерадіокомпанії «Студія-Плюс» в Києві, від 2004 — директор Творчого об'єднання інформаційних програм та спецрепортажів у Києві, від 2008 — віце-президент Державної телерадіокомпанії «Всесвітня служба „Українське телебачення і радіомовлення“» в Києві, ведучий програми «Пульс. Тиждень».
Працював у навчально-виробничій майстерні «Грінченко-інформ» Інституту журналістики Київського університету імені Бориса Грінченка.

## Творчість
Є автором телефільмів «Асканія-Нова» (1988), «Петриківка» (1988), «Спогад про Вадима Гетьмана» (1999).
Автор поетичних збірок «Петриківська вишня» (Дніпропетровськ, 1991), «Подорожник слова» (Київ, 2003).
У його поезії поєднані філософія та іронія, традиційна і модерна форма, чимало творів присвячено біблійній тематиці.

## Відзнаки
рос. «Русский разухай, или украинские грабли» — російськомовна публіцистична збірка Володимира Земляного, за яку Держкомтелерадіо присудив йому премію імені В'ячеслава Чорновола за кращу публіцистичну роботу в галузі журналістики (2016).
Книга видана за державною програмою «Українська книга» в 2015 році у видавництві «Авіаз» і присвячена розвінчанню ідеї «руського миру», в ній ідеться про події в Криму та на Сході України.
В основі збірки — матеріали телевізійної передачі журналіста Володимира Земляного «Нехай щастить!», у якій автор за допомогою фактів із історії й культури України спростовує міфи російської пропаганди, розвінчує ідеї «русского мира» розповідає про патріотизм і самопожертву українців у протистоянні російській агресії.
Вихідні дані: Русский разухай или украинские грабли / Владимир Земляной; Вступ. сл. Виталий Довгич.– К. : АВІАЗ, 2015.– 159 с. 1000 экз. – російською мовою. ISBN 978-966-8936-94-4